# World Hockey Association 1974-1975
La stagione 1974-1975 è stata la 3ª edizione della World Hockey Association. La stagione regolare iniziò il 15 ottobre 1974 e si concluse il 7 aprile 1975, mentre i playoff dell'Avco World Trophy terminarono il 1º maggio 1975. L'All-Star Game della WHA si disputò a Edmonton fra una selezione di giocatori delle franchigie del West contro una delle franchigie dell'East; la gara fu vinta dalla formazione West per 6-4. Gli Houston Aeros sconfissero i Quebec Nordiques nella finale dell'Avco World Trophy per 4-0, conquistando il secondo titolo consecutivo della loro storia.
Rispetto alla stagione precedente la WHA si espanse con la creazione degli Indianapolis Racers e l'ingresso dei Phoenix Roadrunners, portando così alla formazione di tre divisioni (Canadian, Eastern e Western). Prima dell'inizio della stagione i Jersey Knights si trasferirono in California cambiando il proprio nome in San Diego Mariners, mentre i Los Angeles Sharks si trasferirono a Detroit per diventare i Michigan Stags. Tuttavia a metà della stagione regolare gli Stags si spostarono a Baltimora assumendo il nome di Blades.
Prima dell'inizio della stagione si disputò la Summit Series 1974, una serie di otto sfide fra i giocatori canadesi della WHA contro l'Unione Sovietica. La formula rispecchiò quella adottata nella Summit Series del 1972 con quattro gare disputate in Canada e quattro a Mosca, tuttavia la prima edizione escludeva categoricamente gli atleti della WHA. La serie fu vinta dai sovietici con quattro vittorie, tre pareggi e una sconfitta.

## Squadre partecipanti
- Baltimore Blades[1]
- Chicago Cougars
- Cleveland Crusaders
- Edmonton Oilers
- Houston Aeros
- Indianapolis Racers
- Minnesota Fighting Saints
- NE Whalers
- Phoenix Roadrunners
- San Diego Mariners
- Quebec Nordiques
- Toronto Toros
- Vancouver Blazers
- Winnipeg Jets

## Stagione regolare

### Classifiche
Canadian Division
|  | Pos. | Squadra           | Pt | G  | V  | S  | N | GF  | GS  | DR  |
|  | ---- | ----------------- | -- | -- | -- | -- | - | --- | --- | --- |
|  | 1.   | Quebec Nordiques  | 92 | 78 | 46 | 32 | 0 | 331 | 299 | +32 |
|  | 2.   | Toronto Toros     | 88 | 78 | 43 | 33 | 2 | 349 | 304 | +45 |
|  | 3.   | Winnipeg Jets     | 81 | 78 | 38 | 35 | 5 | 322 | 293 | +29 |
|  | 4.   | Vancouver Blazers | 76 | 78 | 37 | 39 | 2 | 256 | 270 | -14 |
|  | 5.   | Edmonton Oilers   | 76 | 78 | 36 | 38 | 4 | 279 | 279 | 0   |

Eastern Division
|  | Pos. | Squadra             | Pt | G  | V  | S  | N | GF  | GS  | DR   |
|  | ---- | ------------------- | -- | -- | -- | -- | - | --- | --- | ---- |
|  | 1.   | NE Whalers          | 91 | 78 | 43 | 30 | 5 | 274 | 279 | -5   |
|  | 2.   | Cleveland Crusaders | 73 | 78 | 35 | 40 | 3 | 236 | 258 | -22  |
|  | 3.   | Chicago Cougars     | 61 | 78 | 30 | 47 | 1 | 261 | 312 | -51  |
|  | 4.   | Indianapolis Racers | 39 | 78 | 18 | 57 | 3 | 216 | 338 | -122 |

Western Division
|  | Pos. | Squadra                   | Pt  | G  | V  | S  | N | GF  | GS  | DR   |
|  | ---- | ------------------------- | --- | -- | -- | -- | - | --- | --- | ---- |
|  | 1.   | Houston Aeros             | 106 | 78 | 53 | 25 | 0 | 369 | 247 | +122 |
|  | 2.   | San Diego Mariners        | 90  | 78 | 41 | 31 | 4 | 326 | 268 | +58  |
|  | 3.   | Minnesota Fighting Saints | 87  | 78 | 42 | 33 | 3 | 308 | 279 | +29  |
|  | 4.   | Phoenix Roadrunners       | 86  | 78 | 39 | 31 | 8 | 300 | 265 | +35  |
|  | 5.   | Baltimore Blades          | 46  | 78 | 21 | 53 | 4 | 205 | 341 | -136 |

Legenda:

      Ammesse ai Playoff
Note:

Due punti a vittoria, un punto a pareggio, zero a sconfitta.

### Statistiche

#### Classifica marcatori
La seguente lista elenca i migliori marcatori al termine della stagione regolare.

| Giocatore      | Squadra                   | PG | G  | A   | Pt  | +/- | MP |
| -------------- | ------------------------- | -- | -- | --- | --- | --- | -- |
| André Lacroix  | San Diego Mariners        | 78 | 41 | 106 | 147 | +40 | 63 |
| Bobby Hull     | Winnipeg Jets             | 78 | 77 | 65  | 142 | +55 | 41 |
| Serge Bernier  | Quebec Nordiques          | 76 | 54 | 68  | 122 | +27 | 75 |
| Ulf Nilsson    | Winnipeg Jets             | 78 | 26 | 94  | 120 | +47 | 79 |
| Larry Lund     | Houston Aeros             | 78 | 33 | 75  | 108 | +28 | 68 |
| Wayne Rivers   | San Diego Mariners        | 74 | 54 | 53  | 107 | +29 | 52 |
| Anders Hedberg | Winnipeg Jets             | 65 | 53 | 47  | 100 | +38 | 45 |
| Gordie Howe    | Houston Aeros             | 75 | 34 | 65  | 99  | +40 | 84 |
| Wayne Dillon   | Toronto Toros             | 77 | 29 | 66  | 95  | +17 | 22 |
| Mike Walton    | Minnesota Fighting Saints | 78 | 48 | 45  | 93  | -11 | 33 |

#### Classifica portieri
La seguente lista elenca i migliori portieri al termine della stagione regolare.

| Giocatore      | Squadra                          | PG | Min  | V  | S  | P | GS  | SO | Sv%  | MGS  |
| -------------- | -------------------------------- | -- | ---- | -- | -- | - | --- | -- | ---- | ---- |
| Ron Grahame    | Houston Aeros                    | 43 | 2590 | 33 | 10 | 0 | 131 | 4  | .900 | 3.03 |
| Bob Whidden    | Cleveland Crusaders              | 29 | 1654 | 9  | 16 | 1 | 89  | 0  | .912 | 3.23 |
| Wayne Rutledge | Houston Aeros                    | 35 | 2092 | 20 | 15 | 0 | 113 | 2  | .892 | 3.24 |
| Ernie Wakely   | Winnipeg Jets San Diego Mariners | 41 | 2418 | 23 | 15 | 2 | 131 | 3  | .900 | 3.25 |
| Gerry Cheevers | Cleveland Crusaders              | 50 | 3076 | 26 | 24 | 2 | 167 | 4  | .905 | 3.26 |

## Playoff
Per i playoff del 1975 si qualificarono le otto migliori squadre della lega, le prime due di ciascuna division più le due squadre meglio piazzate al termine della stagione regolare. Le otto qualificate disputarono i playoff seguendo un tabellone tennistico con lo schema 1-8, 4-5, 2-7, 3-6 senza considerare l'appartenenza alla stessa Division. Tutti i turni si giocarono al meglio delle sette sfide con il formato 2-2-1-1-1: la squadra migliore in stagione regolare avrebbe disputato in casa Gara-1 e 2, (se necessario anche Gara-5 e 7), mentre quella posizionata peggio avrebbe giocato nel proprio palazzetto Gara-3 e 4 (se necessario anche Gara-6).
|  | Quarti di finale | Quarti di finale      | Quarti di finale   |                  |                    | Semifinali                | Semifinali | Semifinali |  |  | Avco World Trophy | Avco World Trophy | Avco World Trophy |
|  |                  |                       |                    |                  |                    |                           |            |            |  |  |                   |                   |                   |
|  | W1               | Houston Aeros         | 4                  |                  |                    |                           |            |            |  |  |                   |                   |                   |
|  | E2               | Cleveland Crusaders   | 1                  |                  |                    |                           |            |            |  |  |                   |                   |                   |
|  | E2               | Cleveland Crusaders   | 1                  |                  | W1                 | Houston Aeros             | 4          |            |  |  |                   |                   |                   |
|  |                  |                       |                    |                  | W1                 | Houston Aeros             | 4          |            |  |  |                   |                   |                   |
|  |                  | W2                    | San Diego Mariners | 0                |                    |                           |            |            |  |  |                   |                   |                   |
|  | W2               | W2                    | San Diego Mariners | 0                | San Diego Mariners | 4                         |            |            |  |  |                   |                   |                   |
|  | W2               |                       |                    |                  | San Diego Mariners | 4                         |            |            |  |  |                   |                   |                   |
|  | C2               | Toronto Toros         | 2                  |                  |                    |                           |            |            |  |  |                   |                   |                   |
|  |                  |                       |                    |                  |                    |                           |            |            |  |  | W1                | Houston Aeros     | 4                 |
|  |                  |                       | C1                 | Quebec Nordiques | 0                  |                           |            |            |  |  |                   |                   |                   |
|  | E1               | New England Whalers   | 2                  |                  |                    |                           |            |            |  |  |                   |                   |                   |
|  | W3               | Minn. Fighting Saints | 4                  |                  |                    |                           |            |            |  |  |                   |                   |                   |
|  | W3               | Minn. Fighting Saints | 4                  |                  | W3                 | Minnesota Fighting Saints | 2          |            |  |  |                   |                   |                   |
|  |                  |                       |                    |                  | W3                 | Minnesota Fighting Saints | 2          |            |  |  |                   |                   |                   |
|  |                  | C1                    | Quebec Nordiques   | 4                |                    |                           |            |            |  |  |                   |                   |                   |
|  | C1               | C1                    | Quebec Nordiques   | 4                | Quebec Nordiques   | 4                         |            |            |  |  |                   |                   |                   |
|  | C1               |                       |                    |                  | Quebec Nordiques   | 4                         |            |            |  |  |                   |                   |                   |
|  | W4               | Phoenix Roadrunners   | 1                  |                  |                    |                           |            |            |  |  |                   |                   |                   |

### Quarti di finale
| Squadra 1          | Totale | Squadra 2                 | Gara 1 | Gara 2    | Gara 3 | Gara 4    | Gara 5 | Gara 6 | Gara 7 |
| ------------------ | ------ | ------------------------- | ------ | --------- | ------ | --------- | ------ | ------ | ------ |
| Houston Aeros      | 4 - 1  | Cleveland Crusaders       | 8 - 5  | 5 - 3     | 1 - 3  | 7 - 2     | 3 - 1  |        |        |
| San Diego Mariners | 4 - 2  | Toronto Toros             | 5 - 3  | 7 - 6     | 2 - 5  | 5 - 6     | 4 - 3  | 6 - 4  |        |
| NE Whalers         | 2 - 4  | Minnesota Fighting Saints | 5 - 6  | 3 - 2 dts | 3 - 8  | 5 - 2     | 0 - 4  | 1 - 6  |        |
| Quebec Nordiques   | 4 - 1  | Phoenix Roadrunners       | 5 - 2  | 3 - 2     | 3 - 0  | 5 - 6 dts | 4 - 2  |        |        |

### Semifinale
| Squadra 1        | Totale | Squadra 2                 | Gara 1 | Gara 2 | Gara 3 | Gara 4    | Gara 5 | Gara 6 | Gara 7 |
| ---------------- | ------ | ------------------------- | ------ | ------ | ------ | --------- | ------ | ------ | ------ |
| Houston Aeros    | 4 - 0  | San Diego Mariners        | 4 - 0  | 2 - 1  | 6 - 0  | 5 - 4 dts |        |        |        |
| Quebec Nordiques | 4 - 2  | Minnesota Fighting Saints | 4 - 1  | 3 - 5  | 6 - 1  | 2 - 4     | 6 - 3  | 4 - 2  |        |

### Avco World Trophy
La finale dell'Avco World Trophy 1975 è stata una serie al meglio delle sette gare che ha determinato il campione della World Hockey Association per la stagione 1974-75. Gli Houston Aeros hanno sconfitto i Quebec Nordiques in quattro partite e si sono aggiudicati il secondo Avco World Trophy consecutivo della loro storia.
| Squadra 1     | Totale | Squadra 2        | Gara 1 | Gara 2 | Gara 3 | Gara 4 | Gara 5 | Gara 6 | Gara 7 |
| ------------- | ------ | ---------------- | ------ | ------ | ------ | ------ | ------ | ------ | ------ |
| Houston Aeros | 4 - 0  | Quebec Nordiques | 6 - 2  | 5 - 3  | 2 - 0  | 7 - 2  |        |        |        |

| Vincitori della WHA 1974-75 Houston Aeros | Portieri: Ron Grahame, Wayne Rutledge Difensori: Larry Hale, Mark Howe, Marty Howe, Glen Irwin, Poul Popiel, Bill Prentice, John Schella Attaccanti: Murray Hall, André Hinse, Gordie Howe, Frank Hughes, Gord Labossiere, Don Larway, Larry Lund, Rich Preston, Terry Ruskowski, Jim Sherrit, Ted Taylor (C) Staff Tecnico: Bill Dineen (Allenatore) |

## Premi WHA
- Avco World Trophy: Houston Aeros
- Ben Hatskin Trophy: Ron Grahame, (Houston Aeros)
- Bill Hunter Trophy: André Lacroix, (San Diego Mariners)
- Dennis A. Murphy Trophy: Jean-Claude Tremblay, (Quebec Nordiques)
- Gary L. Davidson Award: Bobby Hull, (Winnipeg Jets)
- Howard Baldwin Trophy: Sandy Hucul, (Phoenix Roadrunners)
- Lou Kaplan Trophy: Anders Hedberg, (Winnipeg Jets)
- Paul Deneau Trophy: Mike Rogers, (Edmonton Oilers)
- WHA Playoff MVP: Ron Grahame, (Houston Aeros)

### WHA All-Star Team
First All-Star Team
- Attaccanti: Bobby Hull • André Lacroix • Gordie Howe
- Difensori: Kevin Morrison • Jean-Claude Tremblay
- Portiere: Ron Grahame

Second All-Star Team
- Attaccanti: Marc Tardif • Serge Bernier • Anders Hedberg
- Difensori: Barry Long • Poul Popiel
- Portiere: Gerry Cheevers